# گمینا کرامسک
گمینا کرامسک (به لهستانی:  Gmina Kramsk) یک گمینا در لهستان است که در شهرستان کونگن واقع شده‌است. گمینا کرامسک ۱۳۱٫۷۸ کیلومتر مربع مساحت و ۱۰٬۱۳۳ نفر جمعیت دارد.